# 韓翃
韓 翃（かん こう、生没年不詳）は、中国・唐の詩人。字は君平。鄧州南陽県の出身。

## 略歴
天宝13載（754年）、進士に及第、淄青節度使・侯希逸に招かれて幕下に入ったが、辞任して10年間浪人生活を送り、宣武節度使・李勉に招かれて幕僚となった。その後、徳宗に認められて駕部郎中・知制誥に任ぜられ、中書舎人に至った。大暦十才子の一人。
現在『韓君平詩集』一巻が残っている。

## 詩人としての彼
作品に、『寒食』（七言絶句）がある。
| 寒食           |                                                               |
| 春城無処不飛花 | 春城 処として花を飛ばさざるは無し                             |
| 寒食東風御柳斜 | 寒食（かんしょく）東風（とうふう） 御柳（ぎょりゅう）斜めなり |
| 日暮漢宮伝蝋燭 | 日暮 漢宮 蝋燭を伝え                                          |
| 青煙散入五侯家 | 青煙散じて五侯（ごこう）の家に入る                            |